# Harpalus (cráter)

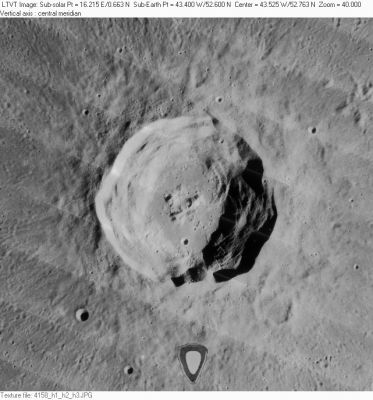
Fotografía de la misión Lunar Orbiter 4

Harpalus es un cráter de impacto lunar relativamente reciente, que se encuentra en el Mare Frigoris, en el borde oriental del Sinus Roris. Al sureste del borde del mar lunar se halla el pequeño cráter Foucault, y al noroeste aparece la llanura amurallada del cráter South.
|  |

El borde de Harpalus es afilado, con pocas señales de desgaste o de erosión. La pared no es perfectamente circular, y con algunas muescas y protrusiones exteriores, especialmente a lo largo de la mitad oriental. Está rodeado por una serie de rampas exteriores de materiales eyectados, sobre todo hacia el norte, y se halla en el centro de un pequeño sistema de marcas radiales. Debido a la presencia de estos rayos, Harpalus es considerado como parte del Período Copernicano.
La superficie interior es presenta una serie de terrazas. La pared interior es más estrecha en la cara norte, haciendo que la plataforma interior esté ligeramente desplazada en esa dirección. Cerca del punto medio aparece un sistema de crestas centrales de escasa altura.